# Naum Trakhtenberg
Naum Trakhtenberg (russisk: Наум Михайлович Трахтенберг) (født 28. november 1909 i Odessa i det Russiske Kejserrige, død 25. december 1970 i Moskva i Sovjetunionen) var en sovjetisk filminstruktør og skuespiller.

## Filmografi
- Soroka-vorovka (Сорока-воровка, 1958)[1][2]
- Soversjenno serjozno (Совершенно серьезно, 1961)
- Vystrel (Выстрел, 1966)